# Antoine Benoist (cyclisme)
Pour les articles homonymes, voir Antoine Benoist et Benoist.
Antoine Benoist (né le 6 août 1999) est un ancien coureur cycliste français, spécialisé dans le cyclo-cross.

## Biographie
Gêné par plusieurs problèmes de santé, il annonce mettre un terme à sa carrière le 6 juin 2022.

## Palmarès en cyclo-cross
- 2016-2017
  - Classement général de la Coupe de France juniors
    - Coupe de France juniors #2, Bagnoles-de-l'Orne

  - Coupe du monde de cyclo-cross juniors #6, Fiuggi
  - 2e de la Coupe du monde de cyclo-cross juniors
  - 2e du championnat de France de cyclo-cross juniors
- 2017-2018
  - 2e de la Coupe de France de cyclo-cross espoirs
- 2018-2019
  -  Champion de France de cyclo-cross espoirs
  - Classement général de la Coupe de France espoirs
    - Coupe de France de cyclo-cross espoirs #2, Pierric
    - Coupe de France de cyclo-cross espoirs #3, Flamanville

  -  Médaillé de bronze du championnat du monde de cyclo-cross espoirs
  -  Médaillé de bronze du championnat d'Europe de cyclo-cross espoirs
  - 3e de la Coupe du monde de cyclo-cross espoirs
- 2019-2020
  -  Champion de France de cyclo-cross espoirs
  - Trophée des AP Assurances espoirs #6 - Grand Prix Sven Nys, Baal
  - Radcross Illnau, Illnau
  - Coupe de France #1, La Mézière
  -  Médaillé de bronze du championnat d'Europe de cyclo-cross espoirs
  - 3e de la Coupe du monde de cyclo-cross espoirs
  - 4e du championnat du monde de cyclo-cross espoirs

## Palmarès sur route
- 2017
  - 3e de la Flèche Plédranaise